# Gouvernement Giolitti III
Royaume d'Italie
Sonnino I Sonnino II
Le gouvernement Giolitti III (Governo Giolitti III, en italien) est le gouvernement du royaume d'Italie entre le 29 mai 1906 et le 11 décembre 1909, durant la XXIIe législature.

## Composition
Composition du gouvernement
- Gauche historique

### Président du conseil des ministres
Giovanni Giolitti